# アスタ・シエンプレ
「アスタ・シエンプレ」（Hasta Siempre）は、キューバのシンガーソングライターであったカルロス・プエブラ（1917年 - 1989年）が1965年に発表した代表作。
スペイン語ではHasta siempreとは永遠の別れの際に「ごきげんよう」の意味で使われる表現である。キューバ革命の最大の功労者の一人であるアルゼンチン出身のチェ・ゲバラ（1928年～1967年）が同国を離れたことが発表された際に、キューバ革命への功労に感謝する目的で作曲したものだが、その美しいメロディおよび韻によりキューバ国内外に広く知られることになった。発表から40年以上経過した現在でも、シルビオ・ロドリゲス (Silvio Rodríguez) やブエナ・ビスタ・ソシアル・クラブ、またナタリー・カルドン (Nathalie Cardone) などにより幅広く歌われている。なお、2009年の世界社会フォーラムでは、エクアドルのラファエル・コレア、パラグアイのフェルナンド・ルゴ、ベネズエラのウゴ・チャベスおよびボリビアのエボ・モラレスの各大統領が熱唱している。

## 歌詞
Aprendimos a quererte  私たちはあなたを愛することを学んだ

Desde la histórica altura  歴史的な高みから

Donde el sol de tu bravura  そこではあなたの勇敢さという日差しが

Le puso cerco a la muerte 死を包囲した

[Estribillo]　繰り返し  

Aquí se queda la clara  ここでは明らかになっている

La entrañable transparencia  あなたの存在の

De tu querida presencia  親愛なる透明性が

Comandante Che Guevara  チェ・ゲバラ司令官

Tu mano gloriosa y fuerte  栄光に満ちた強いあなたの手が

Sobre la historia dispara  歴史上で火を吹く

Cuando todo Santa Clara  サンタ・クララの街全体が

Se despierta para verte.  目を覚ましてあなたに会うときに

[Estribillo]　繰り返し

Vienes quemando la brisa  風を燃やしながらあなたは来ている

Con soles de primavera  春の日差しとともに

Para plantar la bandera  旗を立てるために

Con la luz de tu sonrisa   あなたの微笑みの光とともに

[Estribillo]　繰り返し

Tu amor revolucionario  あなたの革命への愛が

Te conduce a nueva empresa  新しい試みへとあなたを導く

Donde esperan la firmeza  そこでは自由を目指すあなたの腕の

De tu brazo libertario   力強さが待ち望まれている

[Estribillo]　繰り返し

Seguiremos adelante  私たちは前に進み続ける

Como junto a ti seguimos  これまであなたと一緒に進んできたように

Y con Fidel te decimos  そしてフィデルとともに私たちは言う

Hasta siempre Comandante   ごきげんよう、司令官

[Estribillo]　繰り返し